# Turbinicarpus subterraneus
Turbinicarpus subterraneus är en kaktusväxtart som först beskrevs av Curt Backeberg, och fick sitt nu gällande namn av A.D. Zimmerman. Turbinicarpus subterraneus ingår i släktet Turbinicarpus och familjen kaktusväxter.

## Underarter
Arten delas in i följande underarter:
- T. s. booleanus
- T. s. subterraneus